# 圣格拉蒂安-萨维尼
圣格拉蒂安-萨维尼（法語：Saint-Gratien-Savigny，法語發音：[sɛ̃ ɡʁasjɛ̃ saviɲi]）是法国涅夫勒省的一个市镇，属于希农堡（城）区。该市镇于1834年由原市镇圣格拉蒂安（Saint-Gratien）和萨维尼（Savigny）合并而成。

## 地理
圣格拉蒂安-萨维尼（46°53'27"N, 3°40'25"E）面积19.53 平方千米，位于法国勃艮第-弗朗什-孔泰大區涅夫勒省，该省份为法国中部省份，北至约讷省，西北接卢瓦雷省，西接谢尔省，南至阿列省，东南接索恩-卢瓦尔省，东临科多尔省。
与圣格拉蒂安-萨维尼接壤的市镇（或旧市镇、城区）包括：卡讷河畔蒙蒂尼、塞西拉图尔、迪耶讷-欧比尼、伊斯奈、泰村。
圣格拉蒂安-萨维尼的时区为UTC+01:00、UTC+02:00（夏令时）。

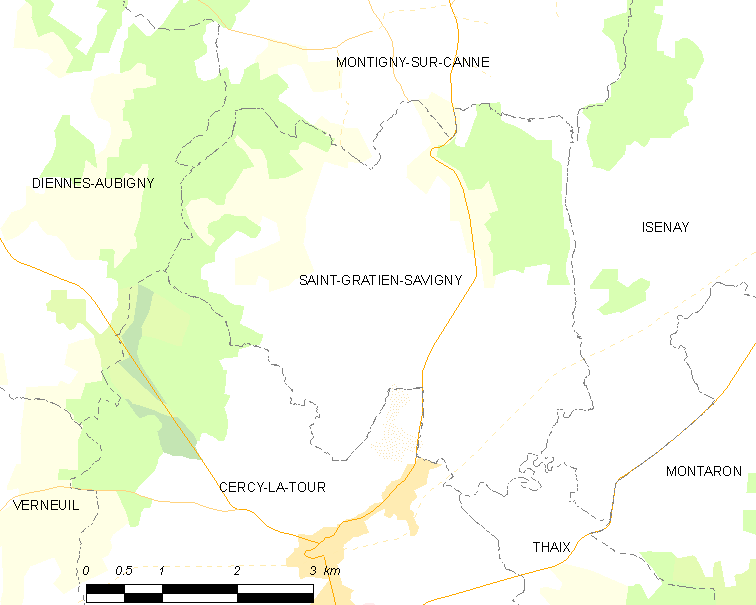
圣格拉蒂安-萨维尼的OSM定位图

## 行政
圣格拉蒂安-萨维尼的邮政编码为58340，INSEE市镇编码为58243。

## 政治
圣格拉蒂安-萨维尼所属的省级选区为吕济县。

## 人口

1962-2008年间圣格拉蒂安-萨维尼人口变化图示

圣格拉蒂安-萨维尼于2022年1月1日时的人口数量为115人。